# (73533) Alonso
(73533) Alonso (2003 OC6) – planetoida z pasa głównego asteroid okrążająca Słońce w ciągu 3,63 lat w średniej odległości 2,36 j.a. Odkryta 25 lipca 2003 roku.